# Heligmomerus carsoni
Heligmomerus carsoni is een spinnensoort uit de familie van de valdeurspinnen (Idiopidae).
De wetenschappelijke naam van de soort werd in 1897 gepubliceerd door Reginald Innes Pocock.